# Forestillingen
Forestillingen er en dansk eksperimentalfilm fra 1981, der er instrueret af Jenö Farkas, Agi Dudas og Henning Schwarz.

## Handling
Det er uretfærdigt, at folk udenfor storbyerne ikke har lejlighed til at se levende teater, siger en af skuespillerne i filmen. Med udgangspunkt i denne holdning har otte professionelle skuespillere sat sig for at bringe teatret tilbage til folket - i dette tilfælde indbyggerene i en lille landsby i det nordøstlige Ungarn.